# Андретті Бейн
Дретті Бейн  (англ. Dretti Bain, 1 грудня 1985) — багамський легкоатлет, олімпійський медаліст.

## Виступи на Олімпіадах
| Олімпіада  | Дисципліна              | Місце     |
| ---------- | ----------------------- | --------- |
| Пекін 2008 | біг на 400 метрів       | 7 h2 r2/3 |
| Пекін 2008 | естафета 4 x 400 метрів | 2         |